# San Vito Romano
San Vito Romano település Olaszországban, Lazio régióban, Róma megyében. Lakosainak száma 3058 fő (2023. január 1.). San Vito Romano Bellegra, Capranica Prenestina, Genazzano, Olevano Romano és Pisoniano községekkel határos.

## Népesség
A település lakossága az elmúlt években az alábbi módon változott:
| Lakosok száma | 3339 | 3313 | 3058 |
|               | 2017 | 2018 | 2023 |